# Szent Péter-kápolna (Petrova Gora)
A Szent Péter-kápolna egy római katolikus kápolna Horvátországban a Krapina-Zagorje megyei Loborhoz tartozó Petrova Gora település területén.

## Fekvése
A templom a település északi részén emelkedő, az Ivaneci-hegység részét képező magaslaton, a falu temetőjének közepén áll.

## Története
A falu ősi kápolnáját 1334-ben említi először Ivan főesperes a zágrábi káptalan statutumában, azonban valószínűleg már ugyanezt a kápolnát említi a zágrábi káptalan 1243-ban kelt oklevele is. Ha ez az utóbbi adat valós, akkor a petrova gorai kápolna a horvát zagorje legkorábban említett kápolnája. Egy 1676-os feljegyzés szerint e helyen egy fa kápolna is állt, mely mintegy száz hívő befogadására volt alkalmas. Tornyát 1729-ben építették a nyugati homlokzatra, a bejárat mellé. Később a bejárat elé előcsarnok épült, melyből mára csak a bal oldali nyílás maradt a bejárattal, mely felett a kórus létesült. Tornyában 1736-ban két harang volt. A kápolnát temető is övezte, ahol a közeli falvak, Cebovec, Petrova Gora, Velika és részben Vojnovec lakói temetkeztek. A hajót a 19. század elején boltozták be.

## Leírása
A kápolna egyhajós épület, melynek félköríves szentélye keletre néz. Hozzá az északi oldalon csatlakozik a sekrestye. A piramis alakú toronysisakkal fedett, két emelet magasságú harangtorony a nyugati homlokzat északi oladán áll. A tornyot az alsó szintnél 2 méter széles, hatalmas támpillérrel támasztották meg. Mellette található a kápolna félköríves bejárata, mely az előcsarnokba vezet. A harangtorony alsó és első emeleti szintjén lőrésszerű ablaknyílások látható, míg felül, a harangok szintjén minden oldalt négyszögletes, zsalus ablaknyílásokkal látták el. Egy oltára van Szent Péter tiszteletére szentelve, mely egy zágrábi asztalosmaster egyszerű alkotása. Kis orgonáját 1830 és 1840 között építették biedermeier stílusban. A kápolna mai berendezése neogótikus. Akárcsak régen ma is temető veszi körül.